# Coldwater, Michigan
Coldwater är administrativ huvudort i Branch County i den amerikanska delstaten Michigan. Namnets ursprung är oklart. Enligt en teori var tidiga bosättare nykterister och enligt en annan är namnet ett översättningslån som härstammar från algonkinspråk. Countyts ursprungliga huvudort var Masonville som ingår i dagens Coldwater och mellan 1831 och 1842 var huvudorten Branch. Sedan 1842 har Coldwater varit huvudort i countyt.